# Jorge Mas Canosa
Jorge Mas Canosa (ur. 21 września 1939 w Santiago de Cuba, zm. 23 listopada 1997 w Coral Gables, 24 listopada 1997) – były przywódca kubańskiej emigracji antykomunistycznej.
W 1959 roku, po objęciu władzy przez Fidela Castro, wyemigrował z Kuby i został przedsiębiorcą w Miami. Od 1981 r. do śmierci przewodził Narodowej Fundacji Kubańsko-Amerykańskiej.